# Molophilus wataganensis
Molophilus wataganensis är en tvåvingeart som beskrevs av Günther Theischinger 1999. Molophilus wataganensis ingår i släktet Molophilus och familjen småharkrankar. Inga underarter finns listade i Catalogue of Life.